# Fuga (film)
Fuga – polski film z 2018 roku w reżyserii Agnieszki Smoczyńskiej. Drugi film pełnometrażowy tej reżyserki opowiada historię kobiety cierpiącej na fugę dysocjacyjną. Obraz miał swoją premierę w sekcji Tydzień Krytyki na 71. MFF w Cannes i zdobył kilka nagród na Festiwalu Polskich Filmów Fabularnych w Gdyni.

## Fabuła
Film rozpoczyna się od sceny na Dworcu Centralnym w Warszawie, w której kobieta w zabrudzonym jasnym płaszczu (Gabriela Muskała) wspina się z torowiska na peron, gdzie ku przerażeniu czekających na pociąg oddaje mocz. Reszta filmu rozgrywa się dwa lata później – kobieta, której nadano imię Alicja, trafia do opieki medycznej (jej sprawę prowadzi psychiatra Michał (Piotr Skiba)), a następnie do programu telewizyjnego wzorowanego na Ktokolwiek widział, ktokolwiek wie. Alicja cierpi na fugę dysocjacyjną: nie pamięta własnej przeszłości, nie wie, kim naprawdę jest, a jedyne, co może o sobie stwierdzić, to że dwa ostatnie lata spędziła w Warszawie. Kiedy jej sytuacja zostaje przedstawiona w transmitowanym na żywo programie, do studia dodzwania się starszy mężczyzna (Zbigniew Waleryś), podając się za ojca Alicji. Tłumaczy, że jej prawdziwe imię to Kinga Słowik oraz że przed zniknięciem ona mieszkała pod Wrocławiem razem z mężem Krzysztofem i synem Danielem. Alicja wraca do domu rodziców, gdzie spotyka wielu członków swojej rodziny, lecz nie poznaje nikogo. Ten wymuszony powrót do obcych ludzi nie cieszy jej – przyznaje się Michałowi, że wolałaby pójść do więzienia. Do krewnych i męża przemawia niemalże agresywnie. Nie chce zaakceptować starego imienia i przedstawia się jako Alicja.
Po wizycie u rodziców Alicja przeprowadza się do domu, w którym mieszkała wcześniej z mężem i dzieckiem. Nie planuje tam zostać na długo, ale nie ma dowodu osobistego, zaś jego wyrobienie ma potrwać trzy tygodnie. Przyzwyczaja się stopniowo do nowego otoczenia, polepsza się jej kontakt z synem i, przynajmniej pozornie, z Krzysztofem. Poznaje nową konkubinę męża, Ewę (Małgorzata Buczkowska), z którą, jak się okazuje, pracowała w tym samym liceum, ale nie wykazuje zazdrości.
Stan psychiczny Alicji jest jednak nadal niestabilny. Kiedy podczas jazdy samochodem z rodziną ledwo nie dochodzi do wypadku, bohaterka panikuje, wybiega z samochodu i ucieka do lasu. Później, analizując to zdarzenie, dochodzi do wniosku, że musiała stracić pamięć po wypadku samochodowym. Próbuje podzielić się tymi przemyśleniami z Michałem, ale Krzysztof odbiera jej telefon. Po jakimś czasie Alicja domaga się, by mąż opowiedział jej o okolicznościach jej zniknięcia. Ten ustępuje i pokazuje jej miejsce, w którym faktycznie dwa lata wcześniej doszło do wypadku samochodowego z udziałem jej i Daniela i gdzie później został ustawiony nagrobek z imieniem Kingi. Po kilku dniach Alicja opuszcza dom.

## Obsada
- Gabriela Muskała jako Alicja/Kinga[1]
- Łukasz Simlat jako Krzysztof
- Małgorzata Buczkowska jako Ewa
- Piotr Skiba jako Michał
- Halina Rasiakówna jako Matka
- Zbigniew Waleryś jako Ojciec